# Cir II el Gran
Cir II el Gran (vers el 600 aC - 4 de desembre del 530 aC) fou rei d'Anshan i rei dels reis de l'imperi Persa. El seu nom en grec fou Κυρος i en antic persa Koros o Kurus (que potser voldria dir 'com el sol'). Cir és la forma llatinitzada del grec Κύρος (Küros), que al seu torn deriva del persa antic Kūruš. En persa modern s'anomena کوروش Kurosh. Vers l'etimologia, els autors clàssics Ctèsies i Plutarc relacionaven el mot amb la paraula 'sol'. No obstant això, els autors moderns tendeixen a interpretar el mot com a 'jove' o ‘el que humilia als seu enemic en una disputa verbal'. L'epítet «el Gran» és emprat en les fonts greges, les quals també el denominen «el Vell» (o «el Major»), en contraposició al posterior Cir el Jove.
Cir II fou el fill i successor de Cambises I i d'una princesa mede de nom Mandana de Mèdia, filla d'Astíages de Mèdia, que per tant era el seu avi. Cir va tenir dos fills, Cambises (rei Cambises II) i Smerdis; i diverses filles, de les quals la més coneguda és Atossa que es va casar amb Darios I el Gran i fou mare de Xerxes I de Pèrsia. Va accedir al tron al tomb de la quarantena. En circumstàncies desconegudes va assolir la direcció de les tribus perses que tenia fins aquells moments el seu cosí Arsames. Va establir llavors la seva capital a Pasàrgada.

## Orígens

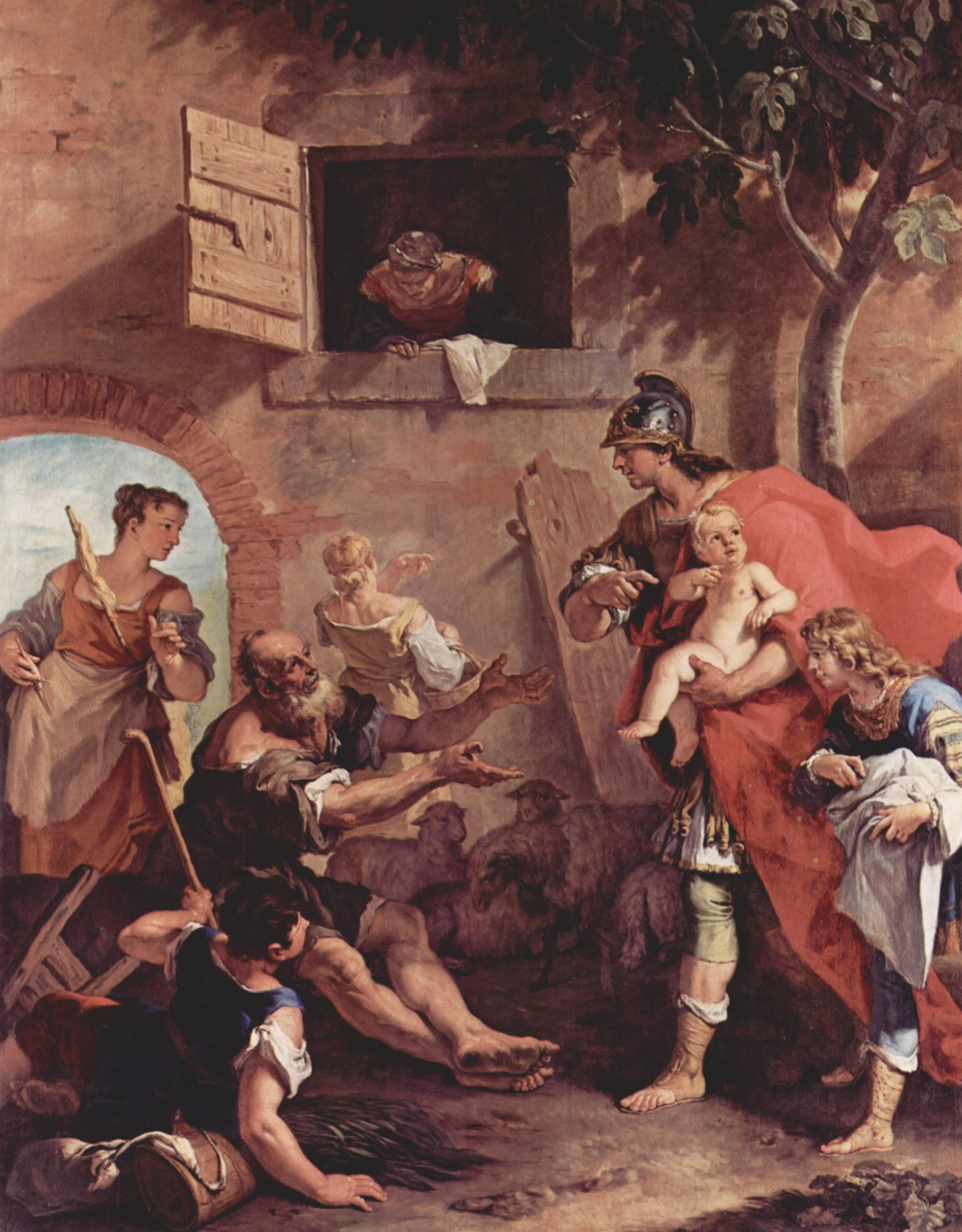
La infància de Cir, rei de Pèrsia (Sebastiano Ricci (1659-1734)

Cir era fill de Cambises I d'Anshan, de la dinastia aquemènida, i, segons Heròdot, de Mandana, filla del rei mede Astíages i d'Arienis, princesa del regne de Lídia. Els seus ascendents li proporcionen certa legitimitat als trons de Mèdia i Lídia, tot i que les aliances dinàstiques eren usuals no es descarta que aquests antecessors siguin fruit d'un invent de la propaganda oficial que empra Cir al llarg de la seva vida.
Els antecessors de Cir lideraven els grups perses establerts en la zona muntanyosa situada a l'est de l'antic regne d'Elam (situat al sud-est de l'actual Iran) des d'inicis del segle vii aC, sota el domini d'Aquemenes (llegendari fundador de la dinastia aquemènida). Ostentaven el títol de «rei d'Anshan», ciutat de forta tradició elamita, i des del segle vi aC eren vassalls del regne de Mèdia. La residència real de Cir se situà a Pasàrgada, prop d'Anshan; no obstant això, és probable que ja s'emprés Susa, un altre antic centre urbà situat al nord-oest d'Elam, com a capital alternativa.
L'avi de Cir II, Cir I d'Anshan, pot ser identificat amb el Cir de Parsumas mencionat pel rei assiri Assurbanipal cap al 639 aC; fet que situaria la data de naixement de Cir prop del 600 aC, tot coincidint amb les notícies donades per l'historiador grec Dinó (el qual és citat per Ciceró al De Divinatione). En cas contrari, el naixement de Cir s'hauria de situar vora el 580 aC
Certes inscripcions trobades a Ecbàtana (Mèdia, al nord de l'Iran) indicarien que Ariaramnes i Arsames, membres d'una casa col·lateral de la dinastia, haurien regnat en co-regència de Cir I i Cambises I. No obstant això, per raons d'estil i context històric, no és clar si dites inscripcions són falsificacions o bé obra de reis posteriors, descendents de Darios I (net d'Arsames i besnet d'Ariaramnes), o bé es tracta d'obres modernes.

## Biografia

Estendard de Cir el Gran

### Primers anys
La data més coneguda del naixement de Cir se situa entre 600-599 aC o 576-575 aC. Poc se'n sap dels seus primers anys, al comptar només amb unes quantes fonts conegudes per detallar aquesta etapa de la seva vida, i moltes s'han fet malbé o han s'han perdut.

### Ascensió a "rei dels reis"
El jove Cir va rebel·lar-se contra el seu avi Astíages i es va proclamar independent. Quan va aconseguir tot el poder, els països que estaven sotmesos als medes es van unir voluntàriament als perses: Hircània, Pàrtia i probablement Armènia. La frontera amb Lídia era a Capadòcia que pertanyia abans als medes. D'acord amb la crònica de Nabònides Cir era rei d'Elam, el que pressuposa que aquest regne fou conquerit o sotmès abans del 550 aC.
Astíages, el rei enderrocat, era aliat de Nabònides de Babilònia, Cressus de Lídia (fill d'Aliates II de Lídia i, per tant, cunyat d'Astíages) i Amasis II d'Egipte.
Cir va lluitar contra el rei de Lídia i el va derrotar a Petèria i a Timbrea, el va fer presoner i va ocupar la capital Sardes, acabant amb el regne de Lídia el 547 aC.
El 538 aC Cir va derrotar a Nabònides a Opis i va ocupar Babilònia el 29 d'octubre. Cir va assumir el títol de rei de Babilònia, Sumer i Accad i rei dels quatre extrems de la Terra.
L'imperi fou organitzat en satrapies governades per uns funcionaris anomenats sàtrapes que gaudien d'una ampla autonomia. Dins de cada satrapia hi havia territoris tribals, regnes o petits estats, i territoris administrats directament. Els seus habitants tenien obligacions diferents, des del pagament d'un petit tribut al subministrament de materials, soldats, màquines de guerra i altres. Proveir de soldats al rei era obligació gairebé per tots.
La tolerància religiosa fou general i la protecció de les religions locals li van permetre obtenir el suport de molts pobles. Els jueus, exiliats a Babilònia, van poder tornar al seu país i reconstruir el temple de Jerusalem, i van demostrar tant d'afecte al rei que el van considerar messies (rei nomenat per deu), essent l'únic gentil que ha rebut aquest tracte (al Tanakh). Els jueus el van designar amb el nom de Koresh. Cir era probablement zoroastrià i els mags ocupaven llocs rellevants a la cort.

### Mort

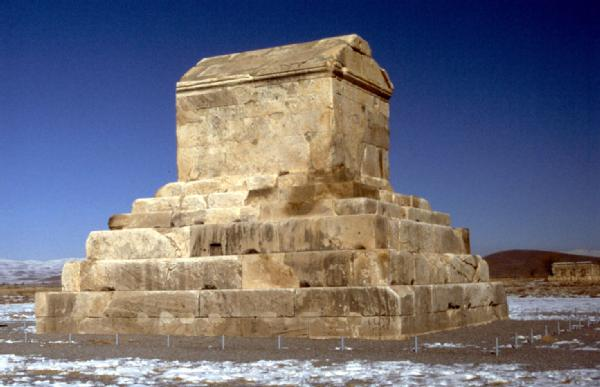
Pasàrgada: la tomba de Cir

Cir es va enfrontar a la tribu dels massàgetes, que vivien a l'estepa a l'actual Uzbekistan i eren d'arrel escita. Va derrotar-los i el rei massàgeta Espargàpises va caure presoner i es va suïcidar, però després la mare d'aquest, Tomiris, va aconseguir vèncer Cir, que va morir en la batalla el 4 de desembre de 530 aC (anteriorment la seva mort es va datar el 529 aC), quant tenia uns setanta anys.
Una altra versió de la seva mort la dona Ctèsies de Cnidos, que explica que va morir a mans d'Amoreos, un rei dels derbices en una batalla.
Va ser enterrat a Pasàrgada, i la seva tomba es considera l'edifici amb fonaments aïllats de la resta més antic del món. El va succeir el seu fill gran Cambises II de Pèrsia.

## Campanyes militars

### Imperi Mede

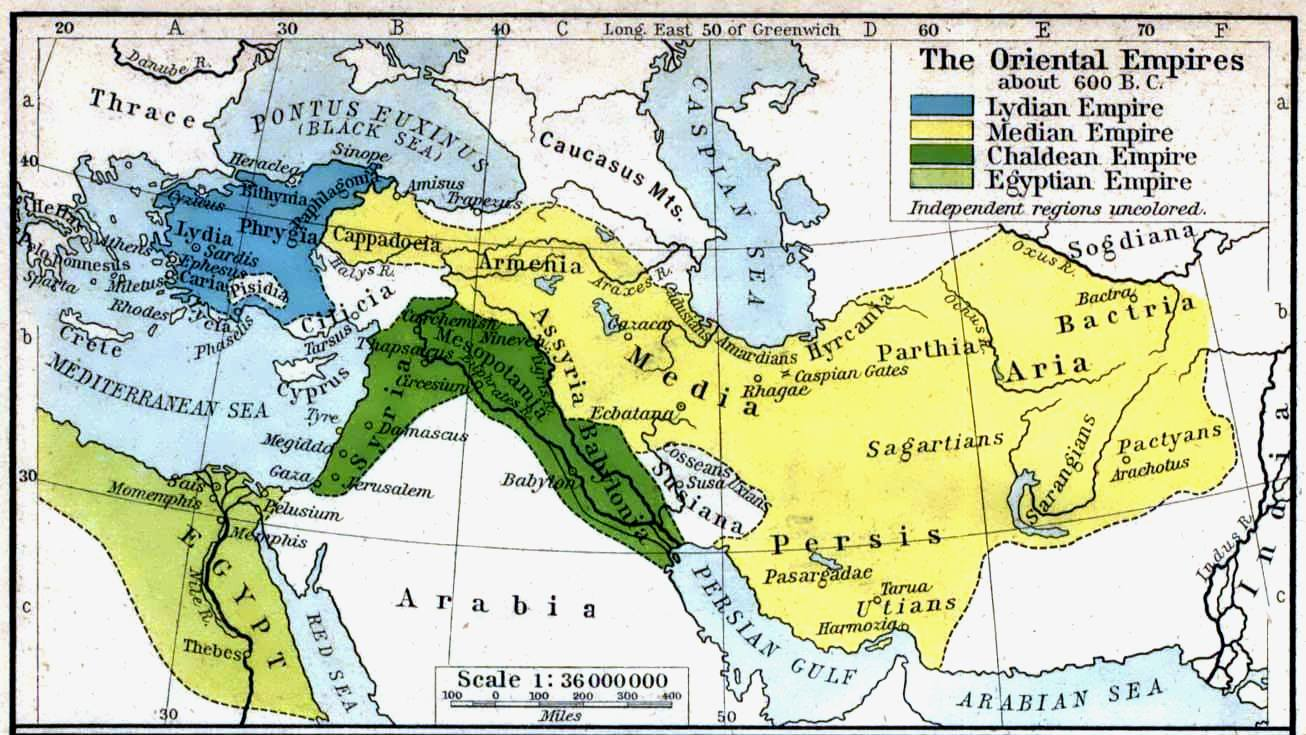
L'imperi Mede, regne de Lídia, i imperi Neobabilònic, abans de les conquestes de Cir el Gran

Encara que el seu pare va morir el 551 aC, Cir ja l'havia succeït al tron el 559 aC. Amb tot, Cir no era encara un governant independent. Com els seus predecessors, Cir havia de reconèixer el senyoriu Mèdia. Durant el regnat d'Astíages, l'imperi Mede governava la majoria de l'Antic Orient Mitjà, des de la frontera del Regne de Lídia a l'oest fins a l'Imperi Part i els perses a l'est.
En la versió d'Heròdot fou el general mede Hàrpag (i segons Nicolau de Damasc fou el persa Oebaras), qui buscant venjança va convèncer Cir de reunir el poble persa per revoltar-se contra el seu avi Astíages de Mèdia i senyor feudal. Tanmateix, és probable que tant Hàrpag com Cir es rebel·lessin a causa de la seva insatisfacció amb les polítiques d'Astíages. Des del començament de la rebel·lió l'estiu de 553 aC, amb la seva primera batalla tenit lloc des de començaments de 552 aC, Hàrpag, amb Cir, portaven els seus exèrcits contra els Medes fins a la captura d'Ecbàtana el 549 aC, conquerint eficaçment l'Imperi Mede. Cap al 550 aC Astíages es va decidir a atacar al seu net, però després d'obtenir dues victòries, el seu exèrcit fou derrotat per Cir a prop de Pasàrgada i l'exèrcit mede es va retirar.
Segons Ctsies el rei mede Astíages fou assassinat pel magnat persa Oebaras sense coneixement de Cir en tornar de la satrapia de Barcània que suposadament havia governat. Així vers el 549 aC es va acabar l'imperi Mede i Cir II el Gran va establir l'imperi Persa prenent el títol únic de "Rei de Pèrsia" cap al 546 aC en comptes del de rei d'Anshan i rei dels medes i perses.
Amb Astíages fora del poder, tots els seus vassalls (incloent-hi molts dels parents de Cir) eren ara sota la seva jurisdicció. El seu oncle Arsames, havia estat el rei de la ciutat estat de Parsa sota els Medes, per això hauria hagut de deixar el seu tron. Tanmateix, aquest trasllat de poder dins de la família sembla que va ser prou intel·ligent, i és probable que Arsames fossi encara el governador nominal de Parsa, sota l'autoritat de Cir més com a Príncep Gran Duc que com a Rei. El seu fill, Hystaspes, que era també cosí segon de Cir, es va fer sàtrapa de Pàrtia i Frígia. Cir així unia els regnes Aquemènida de Parsa i Anshan de Pèrsia. Arsames viuria per veure el seu net convertir-se en Darios I el Gran, xahanxà de Pèrsia, després de les morts dels dos fills de Cir.
La conquesta de Cir de l'imperi Mede eren el començament de les seves guerres.
Astíages havia estat aliat amb el seu cunyat Cressus de Lídia (fill d'Aliates II), Nabònides de Babilònia, i Amasis II d'Egipte, i pretenien unir les forces per lluitar contra Cir. Aquest es va enfrontar amb Cressus el rei de Lídia.

### Imperi de Lídia i Àsia Menor

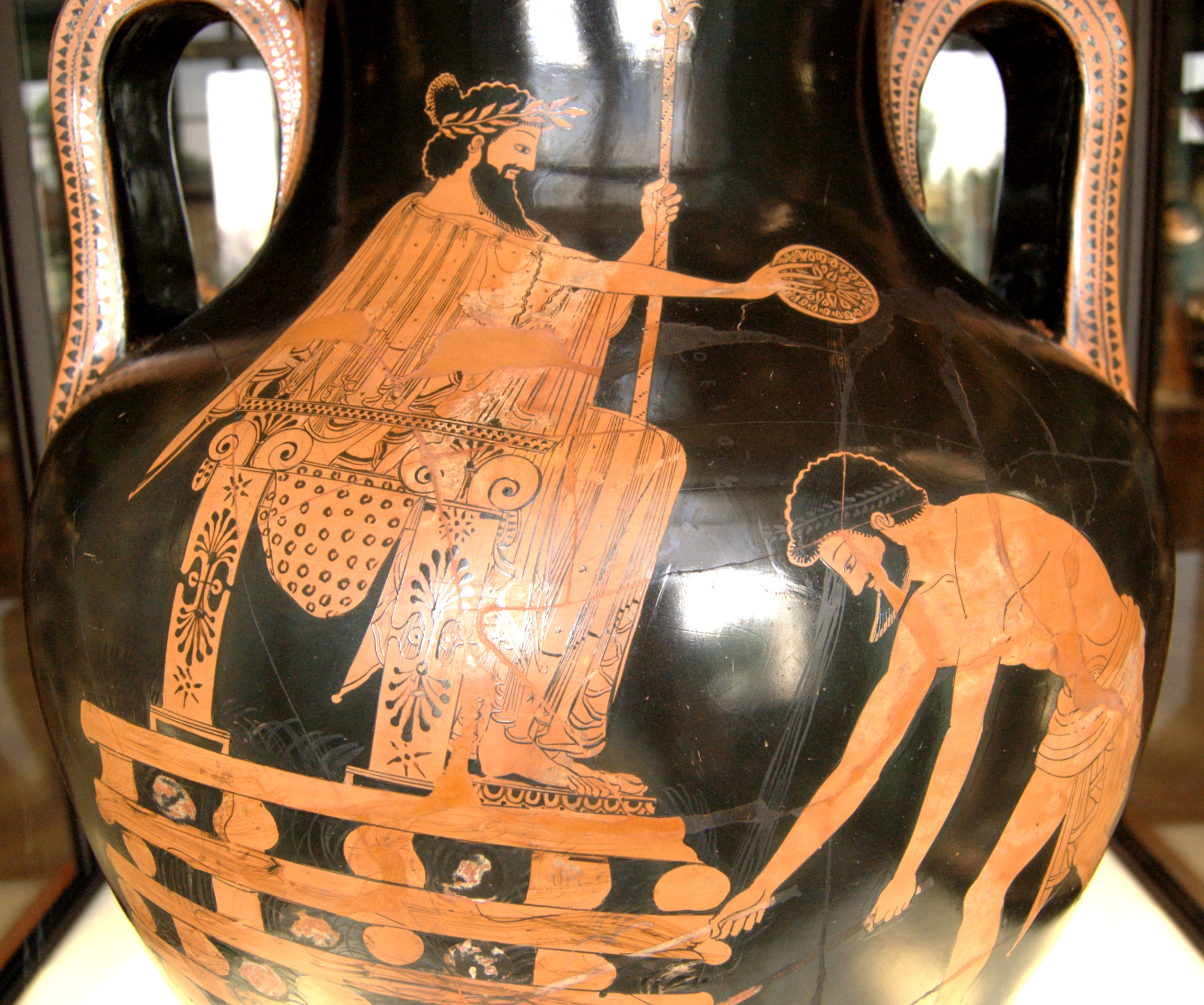
Cressus a la pira. àmfora de figures vermelles d'Àtica, 500-490 aC, Louvre (G 197)

Les dates exactes de la conquesta de Lídia són desconegudes, però deuen haver tingut lloc entre l'enderrocament de Cir de l'Imperi Mede (550 aC) i la seva conquesta de Babilim (539 aC). Habitualment es dona el 547 aC com l'any de la conquesta a causa d'algunes interpretacions de la crònica de Nabònides, però aquesta posició actualment no està totalment acceptada.
El lidians varen atacar primer la ciutat de Petèria de l'imperi Aquemènida a Capadòcia. Cressus va assetjar i capturar la ciutat esclavitzant els seus habitants. Mentrestant, els perses convidaven els ciutadans de Jònia, que era part del regne de Lídia, a revoltar-se contra el seu rei. La proposta va ser rebutjada i Cir va reclutar un exèrcit i es va posar en marxa contra el lidians, augmentant els seus efectius amb gent de les terres per les que anava passant. La batalla de Petèria, a la riba de l'Halis, va suposar el primer xoc, amb moltes víctimes per als dos bàndols durant el vespre. El matí següent, Cressus es va retirar a Sardes, la seva capital.
Un cop a Sardes, Cressus va enviar peticions perquè els seus aliats enviessin ajuda a Lídia. Tanmateix, prop del final de l'hivern, abans que els aliats es poguessin unir, Cir va forçar la guerra en territori de Lídia i assetjà Cressus a la seva capital, Sardes. Poc abans del final de la batalla de Timbrea entre els dos governants, Harpagus va aconsellar a Cir posar els seus dromedaris davant dels seus guerrers; els cavalls Lidians, no acostumats a l'olor dels dromedaris, tingueren molt por. L'estratègia va funcionar; la cavalleria lidiana va ser derrotada i Cir capturava Cressus. Cir va ocupar la capital de Sardes, conquerint el regne de Lídia el 546 aC. Segons Heròdot, Cir perdonava la vida de Cressus i se'l va quedar com a assessor, però aquest punt està en conflicte amb algunes traduccions contemporànees de la crònica de Nabònides, que interpreten que el rei de Lídia va ser mort.

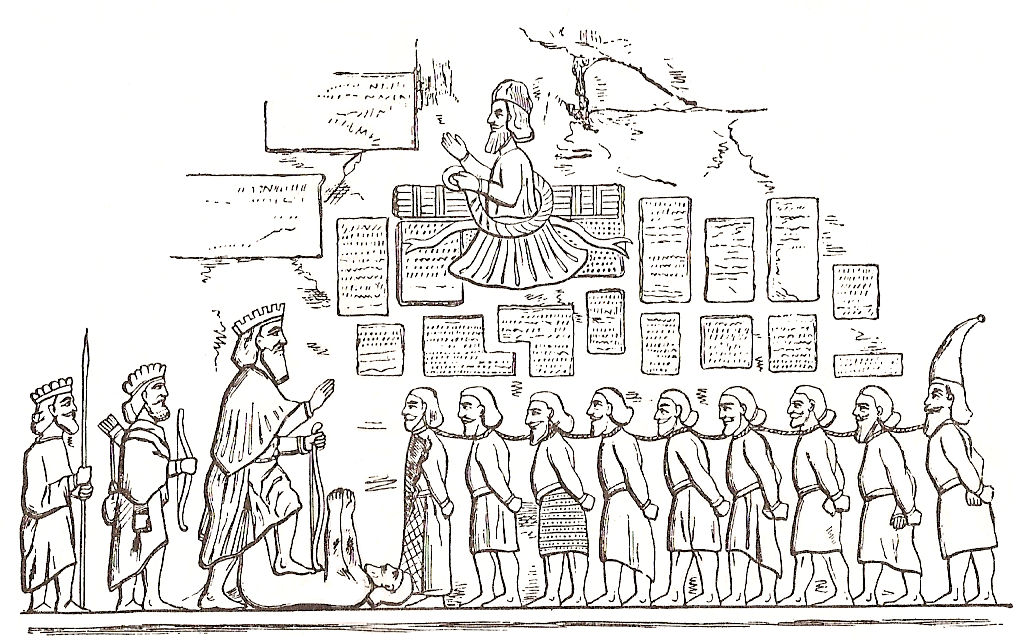
Contingut de la inscripció de Behistun

A continuació va conquerir les ciutats de Jònia i altres ciutats de l'oest d'Àsia i es va dirigir a l'est de l'imperi.
A la inscripció de Behistun hi ha un llistat dels reis que li pagaven tribut o eren els seus vassalls: Drangiana, Aria, Coràsmia, Bactriana, Sogdiana, Gandhara, Sattagídia i Aracòsia. Aquestes conquestes perses es van produir entre el 546 aC i el 540 aC i aquests països foren incorporats a l'imperi.
Abans de retornar a la capital, un lidi anomenat Pacties va tenir la confiança de Cir per enviar el tresor de Cres a Pèrsia. Tanmateix, poc després de la sortida de Cir, Pacties va contractar mercenaris i va provocar una revolta a Sardes contra el general sàtrapa persa de Lídia, Tàbal. Cir va enviar Mazares, un dels seus comandants, per atenuar la insurrecció però va demanar que Pacties retornés viu. A l'arribada de Mazares, Pacties fuig a Jònia, on havia contractat més mercenaris. Mazares va fer anar les seves tropes al país Grec i va sotmetre les ciutats de Magnesia i Priene, on Pacties va ser capturat i fet tornar a Pèrsia per a ser castigat.
Mazares va continuar la conquesta d'Asia Menor però va morir per causes desconegudes durant la seva campanya a Jònia. Cir va enviar Hàrpag per completar la conquesta d'Asia Menor. Hàrpag va capturar Lícia, Cilícia i Fenícia, fent servir la tècnica de moviments de terres per trencar els murs de les ciutats assetjades, un mètode desconegut per als grecs. Va acabar la seva conquesta de l'àrea el 542 aC i va retornar a Pèrsia.

### Imperi neobabilònic

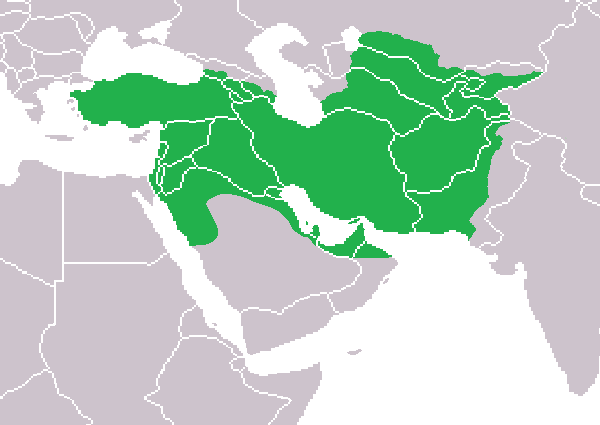
Superposició a les fronteres modernes, l'imperi Aquemènida sota el regnat de Cir s'estenia aproximadament des de Turquia, Israel, Geòrgia i Aràbia Saudita a l'oest fins al Kazakhstan, Kirguizstan, el riu Indus i Oman a l'est. Pèrsia es convertia en l'imperi més gran que el món mai havia vist

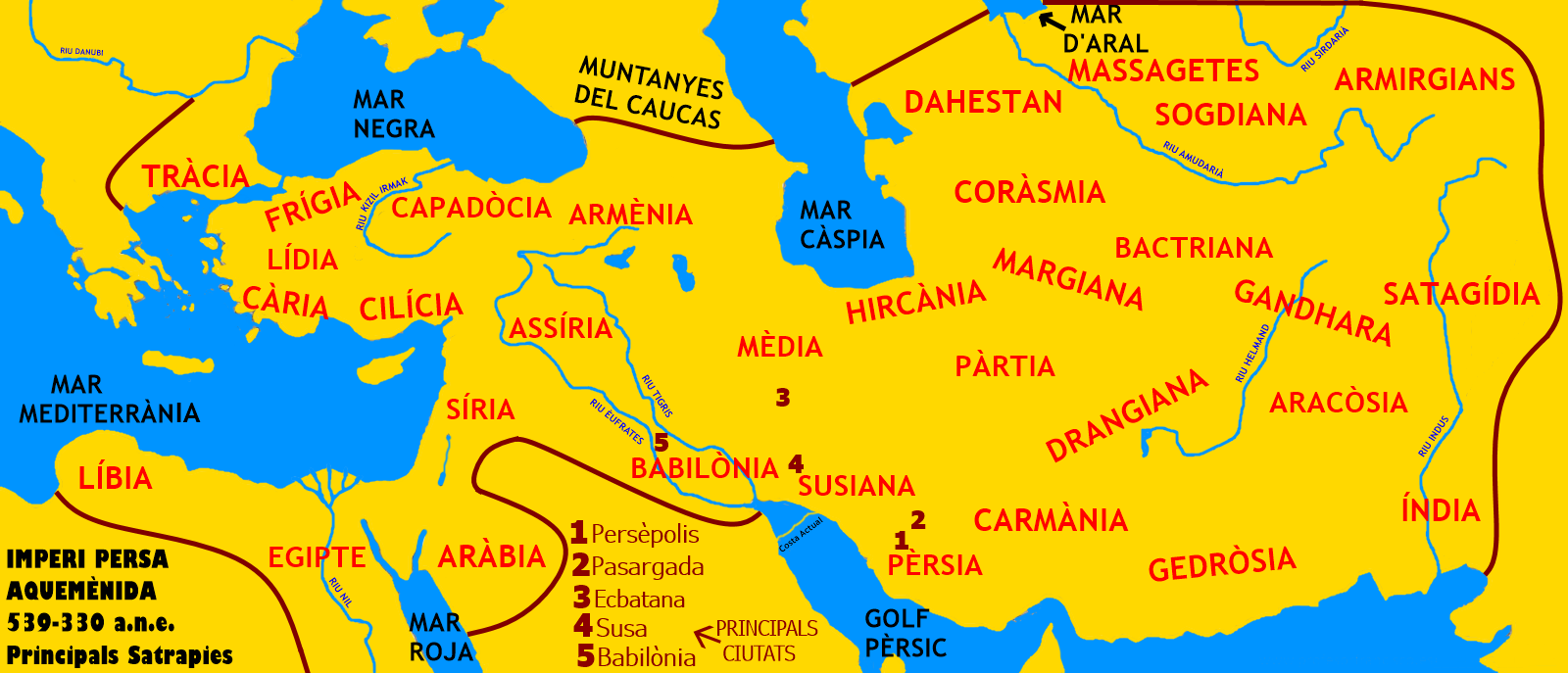
Principals satrapies de l'Imperi Persa

Cap a l'any 540 aC, Cir va capturar Elam i la seva capital, Susa. La crònica de Nabònides recull que, abans de les batalles, Nabonidus havia demanat culte a les estàtues de les ciutats de fora de Babilònia per a ser portades a la capital, suggerint que el conflicte havia començat possiblement l'hivern de 540 aC. Prop del començament d'Octubre, Cir va lluitar en la batalla d'Opis prop de l'estratègica ciutat riberenca d'Opis al Tigris, al nord de Babilònia. L'exèrcit babilònic va continuar, i el 10 d'octubre, Sippar va ser capturat sense batalla, amb poca o cap resistència de la població. És probable que Cir participés en negociacions amb els generals babilònics per a obtenir un acord per part seva i així evitar una confrontació armada. Nabonidus estava a la ciutat i va fugir ràpidament cap a la capital, Babilim, que no havia visitat en anys.
Dos dies més tard, el 7 d'octubre (Calendari gregorià), les tropes de Gubaru entraven a Babilim, una altra vegada sense cap resistència dels exèrcits babilònics, i retingueren Nabonidus. Heròdot explica que per acomplir aquesta proesa, els perses desviaren el riu Eufrates a un canal de manera que el nivell baixés "a l'alçada de mitja cuixa d'un home", la qual cosa permetia que la invasió es pogués fer caminant directament a través del llit de riu per a entrar de nit. El 29 d'octubre, Cir mateix entrava a la ciutat de Babilim i retenia Nabonidus.

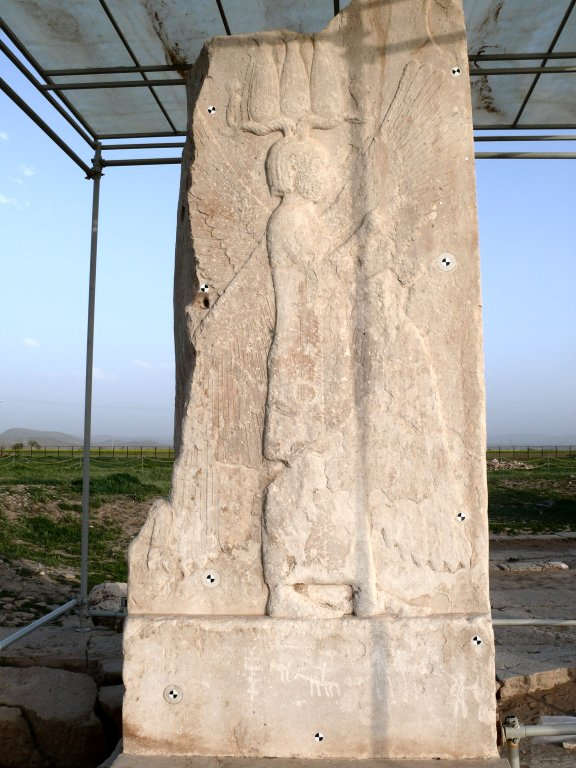
Relleu de Cir en Pasàrgada.

Abans de la invasió de Cir a Babilim, l'imperi Neobabilònic havia conquerit molts regnes. A més a més a Babilònia mateixa, Cir probablement va incorporar les seves entitats subnacionals al seu Imperi, incloent-hi Síria, Judea, i Arabia Petraea, encara que no hi ha proves directes d'aquest fet.
Després de prendre Babilim, Cir és proclamat "rei de Babilònia, rei de Sumer i Accàdia, "rei dels quatre extrems de la Terra" tal com apareix al famós Cilindre de Cir, una inscripció dipositada en els fonaments del temple d'Esagila dedicat al déu principal babilònic, Marduk. El text del cilindre denuncia Nabonidus com impiu i descriu el Cir victoriós com agradable per a Marduk. Passa a descriure com havia millorat Cir les vides dels ciutadans de Babilònia, havia repatriat poblacions desplaçades i havia restaurat temples i santuaris de culte. Encara que alguns han afirmat que el cilindre representa una forma de carta de drets humans, els historiadors generalment el descriuen en el context d'una antiga tradició mesopotàmica dels nous governants en començar el seu regne amb declaracions de reformes.
Els dominis de Cir comprenien l'imperi més gran que el món mai havia vist, Al final del regnat de Cir, l'imperi Aquemènida s'estenia des d'Anatòlia a l'oest fins a les àrees nord-occidentals de l'Índia a l'est. i després de la conquesta de Babilònia va iniciar el primer sistema global d'administració, organitzant la cort, les finances, establint inspeccions a les satrapies i establint un sistema de correus.
A totes les seves conquestes es va destacar per una manera inusual de generositat en el seu temps, per salvar els seus enemics vençuts -o fins i tot els feia servir en llocs de direcció del seu imperi–. Cir també va mostrar la tolerància religiosa, i mantenint intactes les institucions locals (i també el culte dels déus de les regions conquerides, com quan va entrar a Babilònia i es va consagrar com a rei al temple de Marduk). Cir va tractar de mantenir tots els pobles de l'imperi sota l'administració dels líders locals, de manera que, sota la sobirania d'un govern fort, molts d'aquests pobles es van trobar en millor situació sota els perses que independents.
L'habilitat política de Cir, que va ser continuada pels seus successors immediats, va assegurar la força i la unitat d'una gran regió que s'estenia des d'Anatòlia a l'Afganistan i del Caucas fins a Aràbia, composta per una unió de diferents pobles, cosa que mai no s'havia aconseguit en la història de la humanitat fins aleshores.

## Cilindre de Cir

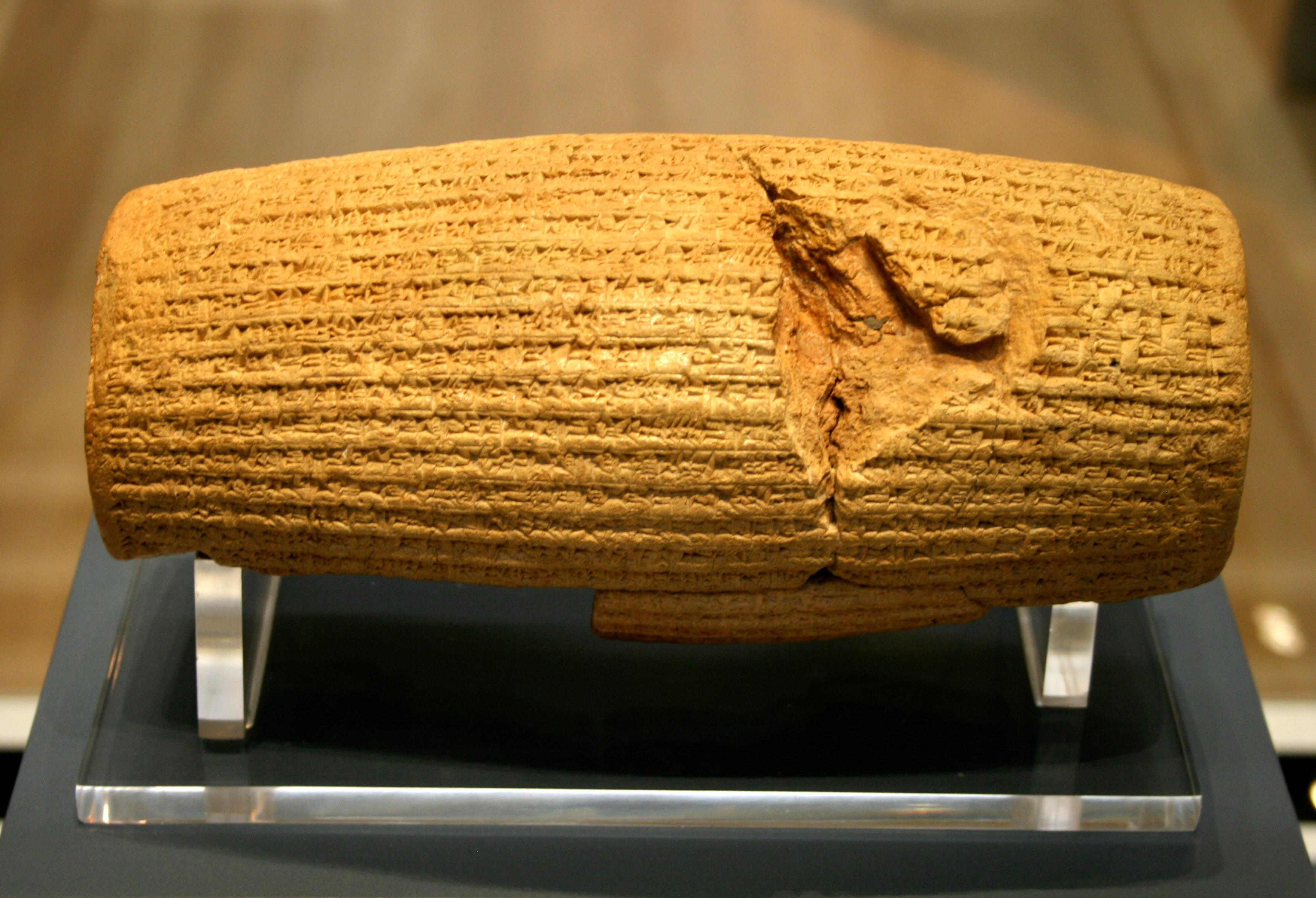
El cilindre Cyrus, una escriptura cuneïforme contemporània que proclama Cir com rei legítim de Babilònia

Després de la conquesta Cir va fer una declaració que es va escriure en accadi cuneïforme en una gerra d'argila coneguda com el cilindre de Cir, en el qual es fa esment de les seves victòries i actes pietosos, i es documenta el seu llinatge reial (la família dels Aquemènides). Aquest cilindre, que es va depositar als fonaments de l'Esagila (el temple de Marduk a Babilim) com a dipòsit de fundació després de la conquesta persa el 539 aC. fou descobert a Babilònia el 1879 i és avui dia al Museu Britànic.
El cilindre també incloïa un catàleg de mesures politiques: tolerància religiosa, abolició de l'esclavitud, llibertat d'elecció de la professió, i expansió de l'imperi. El cilindre esmenta també la submissió dels reis de tendes, que es refereix a reietons nòmades d'Aràbia; els reis de palaus es refereix a reis de Fenícia i Síria.

## Família reial
Segons una de les versions presentades per Heròdot, l'esposa principal de Cir era Cassandana, filla de Farnaspes, un membre de la família reial aquemènides. La dada és amb tota probabilitat correcte, ja que es veu en part corroborat per la Crònica de Nabònides, tot i que aquesta no esmenta explícitament el nom de Cassandana. La segona versió, que afirma que la mare de Cambises era una filla del rei egipci Amasis II, ha de ser considerada com un intent de legitimació de la conquesta d'Egipte per part de Cambises (527 aC). De la mateixa manera, és descartada la versió de Ctesias, segons la qual la reina de Cir era Amitis, filla del rei medo Astiages.
Cassandana va donar a llum almenys dos fills, Cambises i Smerdis, i una filla, Atos. Altres dues filles, Artistona i una anònima, apareixen també en el relat d'Heròdot, encara que no es coneix la identitat de la seva mare. Tant Atos com Artistona foren successivament consorts del seu germà Cambises II, l'usurpador Gaumata i de Darios I; d'aquest últim també ho va ser Parmis, l'única filla d'Esmerdis. Roxana, una consort de Cambises esmentada per Ctèsies, podria així mateix tractar-se d'una filla de Cir.

### Ideologia i propaganda imperial
El persa és un imperi universalista. A més de "rei d'Anshan" (molt usual) i "rei de Pèrsia", Cir assumeix els títols de "rei del món" i de "rei dels quatre extrems de la Terra", ambdós d'origen babilonis, així com "rei de Babilònia "i l'arcaïtzant" rei de Sumer i Accad ".
Els enemics de Cir són vituperats, en el marc d'una campanya propagandística de legitimació. Astiages de Media és descrit per Heròdot (qui beu de tradicions perses) com un rei cruel i despòtic. A més, Cresa va ser qui va travessar el riu Halis i atacar Cir, aquest només va respondre a la seva agressió. Pel que fa a Babilònia, en el "Cilindre de Cir" i altres fonts sacerdotals, la política religiosa de Nabònid, així com la figura del rei, són ridiculitzats. Tot i així, les tradicions recollides per Heròdot i Berós parlen que Cir atorgar alts càrrecs polítics tant a Cresa com a Nabònid.
Cir destaca per la seva política de concessions cap als pobles sotmesos, que en molts casos ho fan de bon grat, i als quals no s'exigeix més que tribut, reclutament i acceptació d'una guarnició permanent. Rebutja, doncs, la deportació massiva practicada pels seus antecessors assiris i babilonis, i ocasionalment pels seus successors perses. Amb Cir el moviment és al revés: a les comunitats deportades, com els jueus, se'ls permet tornar a la seva terra.

## Cir a la Biblia
- Llibre d'Isaïes (capítols 44:26,27,28: 45:1,2) es profetitza i celebra la victòria de Cir, com enviat i ungit per Jehovà.
- Llibre d'Esdres (1:2-4) es presenta una versió de l'edicte de Cir que dona fi a l'exili jueu a Babilònia.
- Llibre de Daniel posseeix diverses referències a Cir.
- Segon de les Cròniques (36:22-23) presenta una altra versió de l'edicte de Cir.